# Alt-Wolfsburg
Alt-Wolfsburg (früher Wolfsburg) ist ein Stadtteil der Stadt Wolfsburg, der sich aus dem Gutsbetrieb der dort gelegenen Wolfsburg bildete.

## Geschichte

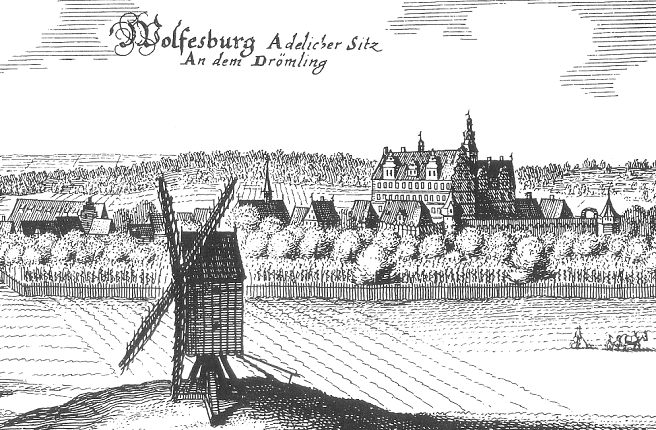
Merian-Kupferstich von Alt-Wolfsburg und Schloss 1654

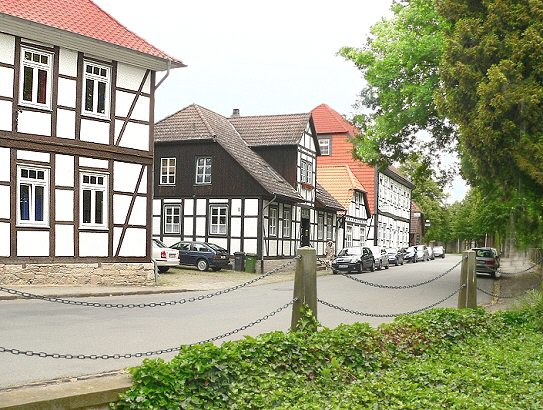
Schlossstraße nahe dem Schloss Wolfsburg

Die Siedlung entstand ab dem 16. Jahrhundert aus einzelnen Wirtschafts- und Wohngebäuden, die im direkten Zusammenhang mit der Wolfsburg standen. Die Ansiedlung bestand aus der etwa 500 Meter langen, heutigen Schlossstraße. Daran lagen zwei großräumige landwirtschaftliche Anwesen des Rittergutes der Schlossbesitzer, der von Bartensleben, später der von der Schulenburg. Die weiteren Gebäude hatten Funktionen wie Amtshaus, Armenhaus, Fischerhaus, Schmiedewerkstatt, Gaststätte, Kirche und Pastorat.
In Geschichtsquellen wird die Gutssiedlung als Vorburg bezeichnet. Vor dem Dreißigjährigen Krieg gehörten ihr 15 Gebäude, 1742 25 Gebäude an. Dieser Zustand hielt nahezu unverändert bis zum Entstehen der modernen Großstadt Wolfsburg ab 1938 an.
1923 wurde ein Denkmal für die Gefallenen des Ersten Weltkriegs errichtet, zwischen dem Stadtteil Alt-Wolfsburg und dem Denkmal befindet sich heute die Bundesstraße 188.
Am 17. Oktober 1928 wurde der Gutsbezirk Wolfsburg mit der Landgemeinde Heßlingen vereinigt mit der Maßgabe, dass die bei Hehlingen gelegenen beiden Waldeexclaven mit der Landgemeinde Hehlingen vereinigt werden. Die Gemeinde Heßlingen, ebenfalls im Landkreis Gardelegen, Provinz Sachsen, gelegen, gehörte ab 1932 zum Landkreis Gifhorn, Provinz Hannover und ging 1938 in der neugegründeten Stadt des KdF-Wagens auf.
Mit Kaufvertrag vom 12. Juli 1938 verkaufte Günther Graf von der Schulenburg das Gut Wolfsburg an die Gesellschaft zur Vorbereitung des Volkswagens mbH (Gezuvor), das Schloss blieb vom Verkauf ausgenommen. Der Gutskindergarten, der früher nur zur Erntezeit betrieben wurde, kam in die Trägerschaft der Nationalsozialistischen Volkswohlfahrt. 1940 wurde die Schule geschlossen, die Schüler besuchten von da an die östlich von Heßlingen neu errichtete Schule.
Nach dem Krieg war die alte Schule bis 1953 nochmals in Betrieb. Der Kindergarten wurde ab 1945 von der Stadt Wolfsburg betrieben, 1946 übertrug diese die Trägerschaft der Arbeiterwohlfahrt (AWO). In der Nachkriegszeit wurde im 1912 erbauten Pavillon des Barockgartens das Schloßpark-Restaurant eröffnet, es bestand bis 1952. 1953 begann in der neuerbauten Volksschule VII., heute Grundschule Alt Wolfsburg, der Unterricht. 1956 wurde die neuerbaute Gaststätte Schloßklause eröffnet; später befand sich in ihren Räumen ein italienisches Restaurant, Al Castello und später Il Cavaliere genannt.
1962/63 wurde die heutige AWO-Kindertagesstätte Am Gutshof erbaut, zuvor befand sie sich im inzwischen abgerissenen ehemaligen Gutskindergarten. 1963 wurde das Gut von der Stadt Wolfsburg aufgegeben, es war zuletzt verpachtet gewesen. 1964 wurden viele der zum ehemaligen Gut gehörenden Gebäude abgerissen. 1964 wurde auch der katholische Gemeindesaal eröffnet, 1965 folgten der katholische Kindergarten und die St.-Bernward-Kirche. Ebenfalls 1965 wurde die Fritz-Thiedemann-Reithalle erbaut, und 1967 die vom Abriss verschont gebliebene alte Reithalle renoviert. 1966 begann in der Sonderschule Am Lerchengarten, seit 2000 Peter-Pan-Schule, der Unterricht.
Um 1970 entstanden Wohnungsneubauten nördlich der heutigen Nordstadtstraße. 1987 wurde in der ehemaligen Brauscheune ein landwirtschaftliches Museum eröffnet. 2004 war der Schlosspark in die in Wolfsburg stattfindende Landesgartenschau einbezogen gewesen, einige Exponate der Gartenschau sind bis heute erhalten geblieben. Von 2015 bis 2018 wurde eine westlich der St.-Bernward-Kirche gelegene Grünanlage mit mehreren Wohnhäusern und einer Tiefgarage bebaut.

### Einwohnerentwicklung
| Jahr      | 1840 | 1885 | 1892 | 1925 |
| --------- | ---- | ---- | ---- | ---- |
| Einwohner | 338  | 341  | 330  | 360  |

## Politik
Politisch bildet Alt-Wolfsburg zusammen mit den Stadtteilen Kreuzheide, Teichbreite und Tiergartenbreite die Ortschaft Nordstadt. Ortsbürgermeisterin ist Immacolata Glosemeyer (SPD).

## Kultur und Sehenswürdigkeiten

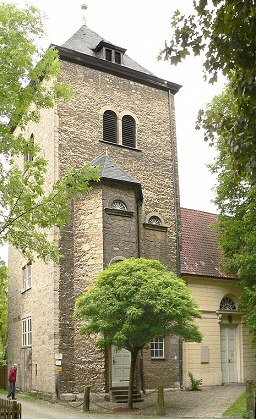
Kirchturm St. Marien

- Schloss Wolfsburg mit Städtischer Galerie, Stadtmuseum, Kunstverein, Institut Heidersberger, Restaurant „Schlossremise“ sowie mehreren Großveranstaltungen wie „Internationale Sommerbühne“ im Juni und „Landpartie“ im Frühling und im Sommer.
- Schlosspark mit
  - Barockgarten
  - Skulpturenpark
- Einige Gebäude des ehemaligen Gutes
  - Brauscheune, enthält heute die Landwirtschaftsabteilung des Stadtmuseums
  - Gasthaus, heute Hotel Alter Wolf
  - Pferdestall, heute vom Reit- und Fahrverein Wolfsburg u.U. e. V. genutzt
  - Forsthaus, heute Sitz des Subud Deutschland e. V.
- Denkmal für die Opfer der beiden Weltkriege aus den Ortschaften Wolfsburg, Heßlingen und Rothehof-Rothenfelde[6]

### Kunst im Stadtbild
- Blaue Pappeln 1991 von Stefan Pietryga (Schönaich) – Skulpturenpark
- Solme für Wolfsburg 1992 von Robert Schad (Freiburg) – Bleichwiesen
- Baum-Mantel 1992 von Ulrich Möckel (Beckum) – Skulpturenpark
- Skulptur im Teehaus 1994 von Erwin Wortelkamp (Hasselbach) – Barockgarten
- Zwei Vogeltränken 1994 von Fumiyo Moriguchi (Japan) – Skulpturenpark
- Drei Flaschen im Grünen 1996 von Azade Köker (Berlin) – Skulpturenpark
- Klangkörper 1997 von Ulrich Eller (Norderheistedt) – Skulpturenpark
- Tanzende Säulen 1998 von Henner Kuckuck (Berlin/New York) – Schulenburgallee/Ecke Oebisfelder Straße

### Kirchen

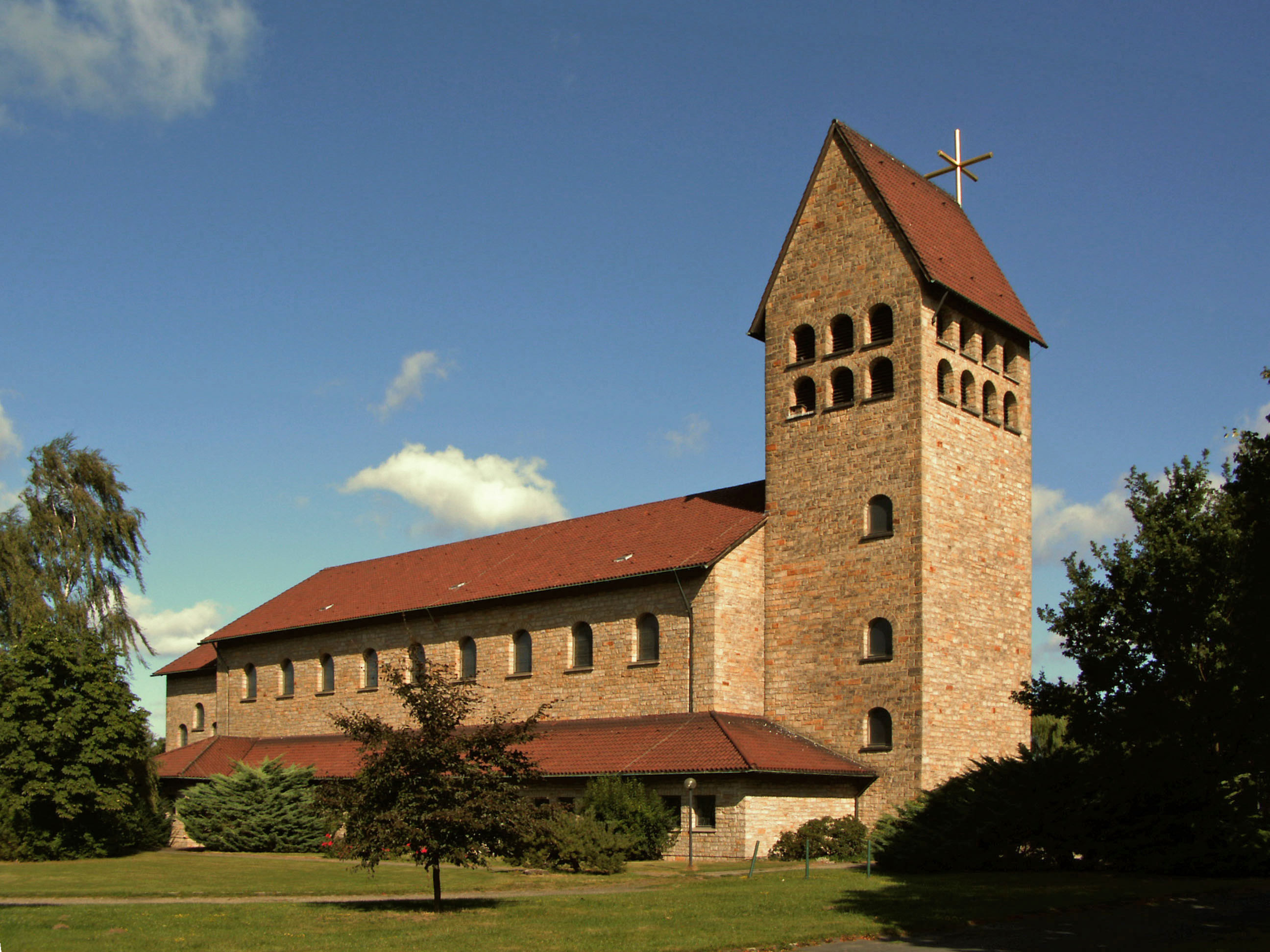
St.-Bernward-Kirche

- St.-Marien-Kirche an der Schlossstraße, 1580 neu erbaut, evangelisch-lutherisch
Die St.-Marien-Kirche wurde von den Schlossherren der Wolfsburg, den Herren von Bartensleben, als Patronatskirche errichtet und 1434 vom Bischof von Halberstadt geweiht. Damals war es eine kleine Kapelle, aus der 1580 ein größerer Neubau entstand. Die Kirche war Ersatz für die ehemalige Schlosskapelle in der Wolfsburg, die ab dann zu Wohnzwecken genutzt wurde. In der Kirchengruft befinden sich 27 Sarkophage der von Bartensleben und der von der Schulenburg.
- St.-Bernward-Kirche an der Schulenburgallee, römisch-katholisch, von der Bauabteilung der Volkswagenwerk AG entworfen und von 1963 bis 1965 erbaut.